# Shady Love
Shady Love é uma canção da banda norte-americana Scissor Sisters, com vocais de Azealia Banks, que seria o primeiro single do álbum Magic Hour. Foi lançada em 12' inch single pela Polydor Records.

## Vídeoclipe
O videoclipe do single foi lançado em 2 de janeiro de 2012. Mostra crianças, em um teatro colegial, sincronizando a canção nos lábios.

## Lista de faixas
| Disco de vinil |                                           |         |  |
| N.º            | Título                                    | Duração |  |
| 1.             | "Shady Love" (Extended Mix)               | 5:20    |  |
| 2.             | "Shady Love" (Riton Rerub Remix)          | 5:01    |  |
| 3.             | "Shady Love" (Seamus Haji Dub Remix)      | 7:16    |  |
| 4.             | "Shady Love" (Bless Beats Mood Swing Mix) | 3:42    |  |